# Great Colinet Island
Great Colinet Island is een eiland van 11,5 km² dat deel uitmaakt van de Canadese provincie Newfoundland en Labrador. Het ligt in St. Mary's Bay aan de zuidkust van Newfoundland.

## Geografie
Great Colinet Island is 8 km lang en heeft een maximale breedte van 2,2 km. Het eiland ligt centraal in St. Mary's Bay, een grote baai van het zuidelijke schiereiland Avalon. In het noorden ligt het eiland minder dan anderhalve kilometer van Admirals Beach, een dorp op het "vasteland" van Newfoundland. Samen met het kleinere en noordelijker gelegen Little Colinet Island vormt het de Colineteilanden.

## Geschiedenis
Op Great Colinet Island bevonden zich twee kleine vissersdorpen: Mosquito en Mother IXX's (later hernoemd tot Reginaville). In de jaren 1950 hadden beide outports een school, een kerk en een visverwerkingsbedrijfje. De vermindering van de visbestanden, de blijvende isolering van de buitenwereld en de aangeboden overheidssteun overtuigden de 51 families op het eiland – goed voor 264 inwoners – om in de jaren 1960 te verhuizen. De meesten onder hen vestigden zich in het vlakbij gelegen Admirals Beach.